# WWE Fatal 4-Way
Fatal 4-Way was een professioneel worstel-pay-per-view (PPV) evenement dat georganiseerd werd door de Amerikaanse worstelorganisatie World Wrestling Entertainment voor hun Raw en SmackDown brands. Dit evenement vond plaats in de Nassau Coliseum in Uniondale, New York op 20 juni 2010. Het concept van de show was gebaseerd op twee kampioenschapswedstrijden dat werd gehouden als Fatal Four-Way matches.

## Matches en resultaten
| Nr.                                                                          | Match | Winnaar(s)        |
| ---------------------------------------------------------------------------- | --- | ----------------- |
| 1                                                                            | Kofi Kingston (c) vs. Drew McIntyre in een een-op-een match voor het WWE Intercontinental Championship.                             | Kofi Kingston (c) |
| 2                                                                            | Eve (c) vs. Maryse vs. Gail Kim vs. Alicia Fox in een Fatal Four-Way match voor het WWE Divas Championship.                         | Alicia Fox (nc)   |
| 3                                                                            | Chris Jericho vs. Evan Bourne in een een-op-een match.                                                                              | Evan Bourne       |
| 4                                                                            | Jack Swagger (c) vs. Big Show vs. CM Punk vs. Rey Mysterio in een Fatal Four Way match voor het WWE World Heavyweight Championship. | Rey Mysterio (nc) |
| 5                                                                            | The Miz (c) vs. R-Truth in een een-op-een match voor het WWE United States Championship.                                            | The Miz           |
| 6                                                                            | The Hart Dynasty vs. The Usos in een 6-man mixed tag team match.                                                                    | The Hart Dynasty  |
| 7                                                                            | John Cena (c) vs. Randy Orton vs. Sheamus vs. Edge in een Fatal Four-Way match voor het WWE Championship.                           | Sheamus (nc)      |
| (c) huidige kampioen voor en na de match \| (nc) nieuwe kampioen na de match | |                   |